# Nederlandse Rode Lijst (dagvlinders)
De Rode Lijst dagvlinders omvat recent verdwenen, bedreigde en kwetsbare soorten dagvlinders van Nederland.
Het opstellen van Rode Lijsten is een van de op soortbescherming gerichte projecten uit het Natuurbeleidsplan (Ministerie van LNV, 1990).
De lijst is opgesteld mede naar aanleiding van het rapport "Bedreigde en kwetsbare dagvlinders in Nederland": een basisrapport met voorstel voor de Rode Lijst van de Vlinderstichting.
De oorspronkelijk opgenomen lijst was vastgesteld overeenkomstig het "Verdrag inzake het behoud van wilde dieren en planten en hun natuurlijk leefmilieu in Europa" van 19 september 1979.
Op 4 november 2004 stelde Minister Cees Veerman van Landbouw, Natuur en Voedselkwaliteit de nieuwe Rode Lijst voor dagvlinders vast.
Criteria voor opname op de lijst zijn trend (achteruitgang) en zeldzaamheid.
De volgende 5 Rode-Lijstcategorieën worden onderscheiden:
- verdwenen soorten
- ernstig bedreigde soorten
- bedreigde soorten
- kwetsbare soorten
- gevoelige soorten

De eerste vier categorieën zijn doelsoorten, soorten waarop het natuurbeleid zich richt. Hierdoor sturen de Rode Lijsten het natuurbeleid mede aan. De
categorieën kwetsbare en gevoelige soorten omvatten soorten die niet actueel bedreigd zijn, maar die gezien hun trend of zeldzaamheid bijzondere aandacht
van het beleid behoeven.
Aan het behoud van de in de lijst opgenomen soorten zal, indien dit nodig is, door middel van praktische beschermingsmaatregelen, onderzoek en voorlichting
bijzondere aandacht worden gegeven.
De met uitsterven bedreigde en kwetsbare soorten op de lijst zijn:
| Nederlandse naam             | Wetenschappelijke naam       | Categorie        |
| ---------------------------- | ---------------------------- | ---------------- |
| aardbeivlinder               | Pyrgus malvae                | bedreigd         |
| bont dikkopje                | Carterocephalus palaemon     | bedreigd         |
| bosparelmoervlinder          | Mellicta athalia             | bedreigd         |
| bruin blauwtje               | Aricia agestis               | kwetsbaar        |
| bruin dikkopje               | Erynnis tages                | ernstig bedreigd |
| bruine eikenpage             | Nordmannia ilicis            | kwetsbaar        |
| bruine vuurvlinder           | Heodes tityrus               | kwetsbaar        |
| donker pimpernelblauwtje     | Maculinea nausithous         | verdwenen        |
| duingentiaanblauwtje         | Maculinea alcon arenaria     | uitgestorven     |
| duinparelmoervlinder         | Fabriciana niobe             | bedreigd         |
| dwergblauwtje                | Cupido minimus               | verdwenen        |
| dwergdikkopje                | Thymelicus acteon            | verdwenen        |
| groot geaderd witje          | Aporia crataegi              | verdwenen        |
| grote ijsvogelvlinder        | Limenitis populi             | ernstig bedreigd |
| grote parelmoervlinder       | Argynnis aglaja              | bedreigd         |
| grote vos                    | Nymphalis polychloros        | bedreigd         |
| grote vuurvlinder            | Lycaena dispar               | ernstig bedreigd |
| grote weerschijnvlinder      | Apatura iris                 | bedreigd         |
| heideblauwtje                | Plebejus argus               | kwetsbaar        |
| heidegentiaanblauwtje        | Maculinea alcon ericae       | kwetsbaar        |
| heivlinder                   | Hipparchia semele            | gevoelig         |
| iepenpage                    | Satyrium w-album             | ernstig bedreigd |
| kalkgraslanddikkopje         | Spialia sertorius            | verdwenen        |
| keizersmantel                | Argynnis paphia              | verdwenen        |
| klaverblauwtje               | Cyaniris semiargus           | verdwenen        |
| kleine heivlinder            | Hipparchia statilinus        | kwetsbaar        |
| kleine ijsvogelvlinder       | Ladoga camilla               | kwetsbaar        |
| kleine parelmoervlinder      | Issoria lathonia             | kwetsbaar        |
| kommavlinder                 | Hesperia comma               | kwetsbaar        |
| koninginnepage               | Papilio machaon              | gevoelig         |
| moerasparelmoervlinder       | Euphydryas aurinia           | verdwenen        |
| pimpernelblauwtje            | Maculinea teleius            | verdwenen        |
| purperstreepparelmoervlinder | Brenthis ino                 | verdwenen        |
| rode vuurvlinder             | Palaeochrysophanus hippothoe | verdwenen        |
| rouwmantel                   | Nymphalis antiopa            | verdwenen        |
| sleedoornpage                | Thecla betulae               | bedreigd         |
| spiegeldikkopje              | Heteropterus mor-pheus       | kwetsbaar        |
| tijmblauwtje                 | Maculinea arion              | verdwenen        |
| tweekleurig hooibeestje      | Coenonympha arcania          | ernstig bedreigd |
| vals heideblauwtje           | Lycaeides idas               | verdwenen        |
| veenbesblauwtje              | Vacciniina optilete          | bedreigd         |
| veenbesparelmoervlinder      | Boloria aquilonaris          | ernstig bedreigd |
| veenhooibeestje              | Coenonympha tullia           | bedreigd         |
| veldparelmoervlinder         | Melitaea cinxia              | ernstig bedreigd |
| woudparelmoervlinder         | Melitaea diamina             | verdwenen        |
| zilveren maan                | Boloria selene               | bedreigd         |
| zilverstreephooibeestje      | Coenonympha hero             | verdwenen        |
| zilvervlek                   | Boloria euphrosyne           | verdwenen        |

## Bron
Staatscourant 1995, nr. 77